# Metaplagia cordata
Metaplagia cordata är en tvåvingeart som först beskrevs av Henry J. Reinhard 1959.  Metaplagia cordata ingår i släktet Metaplagia och familjen parasitflugor.
Artens utbredningsområde är Kalifornien. Inga underarter finns listade i Catalogue of Life.